# Konkatedrála

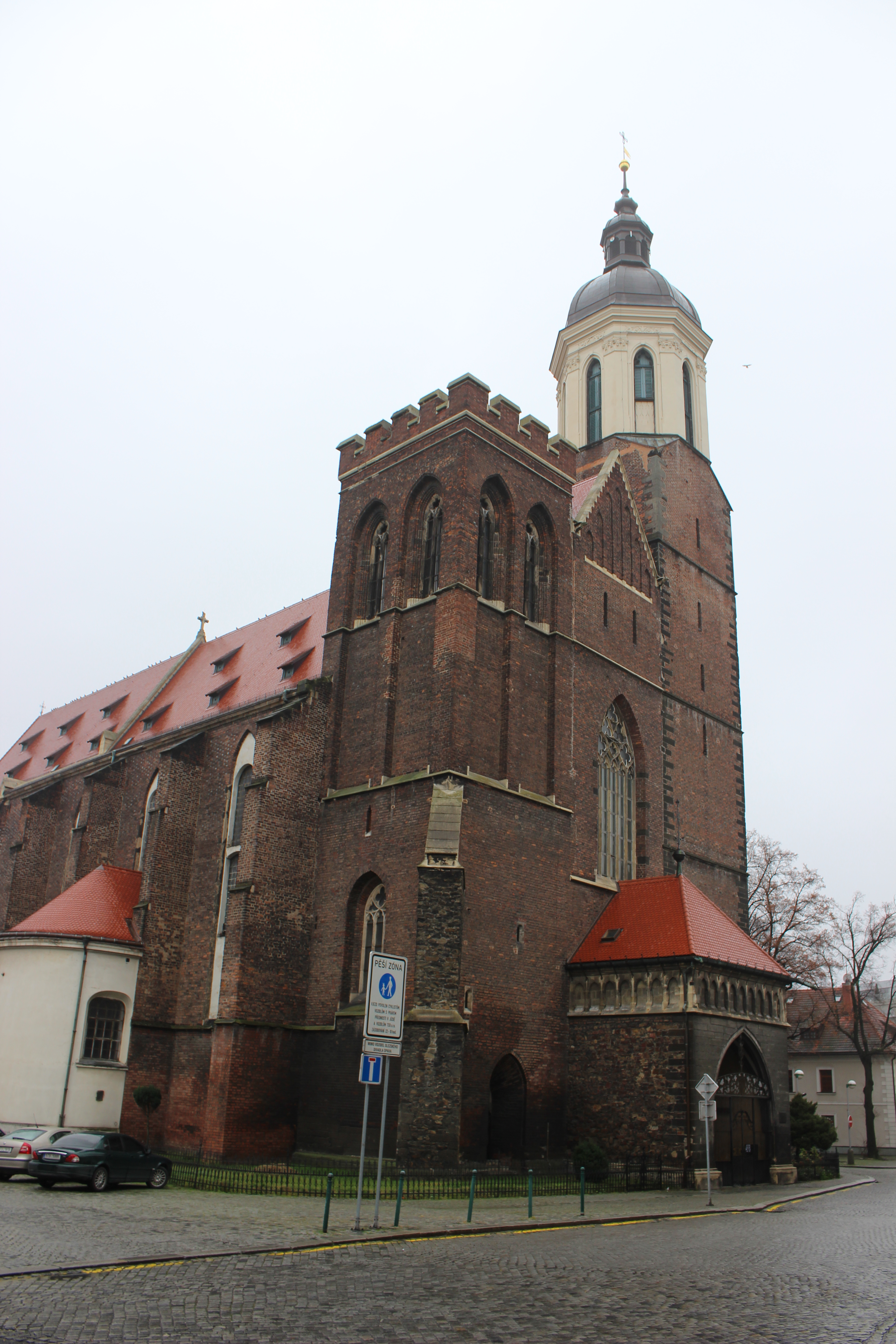
Konkatedrála Nanebevzetí Panny Marie v Opavě (diecéze ostravsko-opavská)

Konkatedrála ve smyslu: spolu-katedrála (italské con zde znamená česky s, ke, nebo ve smyslu spolu) je kostel, který požívá stejnou vážnost a stejná privilegia jako katedrála, má ale nižší prioritu. Katedrála je hlavním kostelem diecéze, zatímco konkatedrála ji doplňuje.

## Právo
Právo povýšit kostel na úroveň konkatedrály náleží Apoštolskému stolci.
Oficiální dokumenty zatím nedefinují přesné důvody pro povýšení kostela na konkatedrálu, přesto lze rozlišit několik typů:
- kostel, který má velký náboženský význam a je ve stejném městě, kde se nalézá katedrála;
- ekonomický, politický nebo sociální význam města, pokud je katedrála v jiném městě než katedrála;
- při přestěhování biskupství: v tom případě se spolu s biskupskou rezidencí „přestěhuje“ i katedrála a z bývalé katedrály se může stát konkatedrála, nebo naopak, katedrála zůstává a v novém sídle biskupa je kostel povýšen na konkatedrálu;
- při sloučení diecézí. Tento případ nalezl široké uplatnění v Itálii po vydání dekretu Kongregace pro biskupy z 30. září 1986, kdy bylo sloučeno mnoho italských diecézí. Dekret stanoví, že katedrály sloučených diecézí zůstávají katedrálami pouze tam, kde má biskup sídlo, zatímco ostatní katedrály se stávají konkatedrálami. Zůstávají v nich katedry biskupů a kapituly kanovníků s vlastní dignitou.

## Konkatedrály v České republice
V České republice má status konkatedrály kostel Nanebevzetí Panny Marie v Opavě.